# عبدالوهاب مؤیداحمدی
میرزا عبدالوهاب مؤیدالاسلام (۱۲۴۵–۲۰ آبان ۱۳۲۲) با نام خانوادگی مؤیداحمدی قانونگذار دوره قاجار و پهلوی و نماینده رفسنجان در دوره سوم، کرمان در دوره هفتم تا نهم و شهرکرد دردوره دهم تا سیزدهم  مجلس شورای ملی بود. او در بیشتر دوران نمایندگی‌اش، منشی مجلس و به مدت ده سال ناظر بر بانک ملی و ذخیره اسکناس کشور بود.

## آغاز کار
میرزا عبدالوهاب فرزند مؤیدالاسلام کرمانی و نواده حاجی آقا احمد از مراجع تقلید دوره قاجار بود. تحصیلات خود را تا رسیدن به درجه اجتهاد ادامه داد. در انتخابات دوره سوم مجلس شورای ملی از رفسنجان به نمایندگی برگزیده شد. در مجلس با حزب دموکرات همکاری کرد. با پیشروی ارتش روسیه بسوی تهران در جریان جنگ جهانی اول و تعطیلی مجلس جزو نمایندگان مهاجر شد اما پس از شکست مهاجرین به تهران بازگشت، در وزارت مالیه به کار مشغول و مشاور این وزارتخانه شد.
در سال ۱۳۰۷ مؤیداحمدی دوباره به نمایندگی، این بار از کرمان انتخاب شد (دوره هفتم) و تا پایان دوره نهم بر این کرسی نشست. در دوره نهم به دلیل تخته قاپو شدن عشایر کوچرو، کرسی‌های ایلات در مجلس از میان رفت و به جای کرسی ایل بختیاری، حوزه انتخابیه شهرکرد تأسیس شد که در دوره بعدی، مؤیداحمدی نخستین نماینده حوزه انتخابیه شهرکرد شد.
در پایان دوره دهم در سال ۱۳۱۶ مؤیداحمدی قصد داشت بار دیگر از کرمان به مجلس برود اما به دلیل مخالفت با لایحه محمود بدر وزیر دارایی کابینه جم برای وضع مالیات بر چلوار و چیت و پارچه‌های ارزان قیمت مورد نیاز طبقات محروم، دولت وقت مانع از تجدید انتخاب او از کرمان شد. اما وقتی رضا شاه به بی غرضی و صحت نظر مؤید پی برد با انتخاب وی از حوزه دیگر مخالفت نکرد و به همین جهت مؤید احمدی بار دیگر در دوره یازدهم نماینده شهرکرد در مجلس شورای ملی شد و تا پایان دوره سیزدهم در سال ۱۳۲۲ بر این کرسی نشست. در واپسین روزهای همین دوره هم از دنیا رفت. او در بیشتر دوران نمایندگی‌اش منشی و عضو هیئت رئیسه مجلس بود.

## هشدار نسبت به قضیه فلسطین
مؤیدالاسلام نخستین نماینده مجلس ایرانی بود که در سالهای قبل از جنگ جهانی دوم دربارهٔ مسئله فلسطین هشدار داد و گفت:

«توطئه بزرگی در شرف وقوع است و استعمارگران دارند بتدریج یهودیان را به سرزمین فلسطین منتقل می‌کنند تا روزی در آنجا کشور یهودی تأسیس کنند».

## جواهرات سلطنتی
در دوره نهم در هجدهم خرداد ۱۳۱۲ مؤید احمدی به عنوان ناظر بر بانک ملی و چاپ اسکناس انتخاب شد و به مدت ده سال تا پایان دوره نمایندگی‌اش این سمت را عهده‌دار بود. در دوره یازدهم در یازدهم اردیبهشت ۱۳۱۷ که نمایندگان بار دیگر به او رأی دادند و به عنوان ناظر در بانک ملی تعیینش کردند، گفت به دلیل خستگی دیگر این سمت را نمی‌پذیرد و با وجود مخالفت رئیس مجلس و دیگر نمایندگان، از نظارت بر بانک ملی کناره گرفت. به جای او محمدتقی معتضدی نماینده بجنورد انتخاب شد. اما یک هفته بعد معتضدی از این سمت استعفا داد و دلیل آن را گرفتاری‌های شخصی عنوان کرد. در نتیجه مؤیداحمدی همچنان به عنوان نماینده ناظر بر بانک ملی ابقا شد.
در آبان ۱۳۱۶ قانونی از تصویب مجلس گذشت که برای افزایش سرمایه بانک ملی، بخشی از جواهرات سلطنتی به این بانک واگذار شود. این قانون تعیین این را که چه جواهراتی به بانک داده شود، به عهده کمیسیونی گذاشت که دو نماینده مجلس می‌بایست در آن عضویت داشتند. مؤید احمدی و احمد اعتبار دو نماینده‌ای بودند که به رأی مجلس در سی‌ام آبان ۱۳۱۶ به عضویت این کمیسیون انتخاب شدند.
درر شهریور ۱۳۲۰ که اشغال ایران و استعفای رضا شاه و خروج او از ایران رخ داد. شایع شد که رضا شاه جواهرات سلطنتی را با خودش از کشور خارج کرده‌است. حتی در مجلس شورای ملی از عباسقلی گلشائیان وزیر دارایی توضیح خواستند و او همه جواهرات سلطنتی در خزانه بانک ملی ضبط و تحویل هیئت نظارت اندوخته بانک شده‌است. کلید خزانه‌ها هم در پاکتی ممهور به مهر اعضای هیئت نظارت بر اندوخته اسکناس (دو نماینده مجلس، وزیر دارایی، دادستان کل کشور، مدیر کل بانک ملی، خزانه‌دار کل و بازرس دولت) در صندوق مخصوصی در وزارت دارایی نگاهداری می‌شود.
مؤید احمدی بر توضیحات گلشاییان افزود که درهای گاوصندوق‌های بانک ملی که از خارج وارد کرده‌اند هم بسیار محکم است و هم رمز دارد، پاکت کلیدها را هم هر وقت بخواهند باز کنند، اول باید اعضای هیئت ناظران بانک ملی حاضر شوند و بررسی کنند که مهر پاکت شکسته نشده، سپس مطابق مقررات و تشریفات در را باز کنند. او از نمایندگان مجلس دعوت کرد شخصاً از جواهرات سلطنتی در خزانه بانک ملی پبازدید کنند مؤید احمدی با وجود این نطق که به نوعی دفاع از رضا شاه بود، بعداً در نطق دیگری از اینکه رضاشاه املاک مردم را بزور از آنها گرفته و ظرف شانزده سال ۴۴ هزار سند ملکی، یعنی روزی هفت سند به نام او صادر شده‌است، در مجلس گفت:

«املاک مردم را غصب کرده‌اند، تصرف کرده و برده‌اند. از چه می‌ترسید امروز دیگر؟. بردند آقا املاک مردم را. املاک مردم را بردند و غصب کردند».